# جيوفاني مي
جيوفاني مي (بالإيطالية: Giovanni Mei)‏ هو لاعب كرة قدم ومدرب كرة قدم إيطالي، ولد في 16 أكتوبر 1953 في فانو في إيطاليا. لعب مع أتالانتا ونادي بولونيا ونادي تشيزينا ونادي كريمونيسي ونادي مودينا.

## وصلات خارجية
- جيوفاني مي على موقع قاعدة بيانات كرة القدم.إي يو (الإنجليزية)
- جيوفاني مي على موقع عالم كرة القدم.نت (الإنجليزية)